# トレヴァー・ゴダード
トレヴァー・ゴダード（Trevor Goddard、1962年10月14日 - 2003年6月7日）は、イギリスの俳優。

## 出演作品
- パイレーツ・オブ・カリビアン 呪われた海賊たち
- 犯罪捜査官ネイビーファイル シーズン7（ミック・ブランビー）
- 犯罪捜査官ネイビーファイル シーズン6（ミック・ブランビー）
- 犯罪捜査官ネイビーファイル シーズン5（ミック・ブランビー）
- 犯罪捜査官ネイビーファイル シーズン4（ミック・ブランビー）
- サム・ガール
- ザ・グリード（T.レイ）
- シャドー・ウォリアーズ／地獄の要塞
- サイキック・ターゲット
- ブロークン・マネー
- ベスト・ショット
- モータル・コンバット（カノウ）
- メン・オブ・ウォー